# Tepeče
Tepeče (en serbe cyrillique : Тепече) est un village de Serbie situé sur le territoire de la ville de Kraljevo, district de Raška. Au recensement de 2011, il comptait 119 habitants.

## Démographie
| 1948 | 1953 | 1961 | 1971 | 1981 | 1991 | 2002 | 2011 |
| ---- | ---- | ---- | ---- | ---- | ---- | ---- | ---- |
| 159  | 170  | 172  | 163  | 533  | 337  | 195  | 119  |

|  |